# 제28회 세자르상
제28회 세자르상은 2003년 2월 22일에 열린 시상식이다.

## 수상 및 후보

### 작품상
- 피아니스트
- 피아니스트 - 알란 스타스키 수상

### 감독상
- 피아니스트 - 로만 폴란스키 수상

### 남우주연상
- 피아니스트 - 애드리언 브로디 수상

### 여우주연상
- 아름다운 것들 - 이자벨 까레 수상

### 남우조연상
- 아름다운 것들 - 베르나르 르콕 수상

### 여우조연상
- 썸머 씽스 - 카린 비아르 수상

### 신인남우상
- 미스터 바티뇰 - 장-폴 루브 수상

### 신인여우상
- 스페니쉬 아파트먼트 - 세실 드 프랑스 수상

### 각본상
- 아멘 - 코스타 가브라스 수상

### 촬영상
- 피아니스트 - 파웰 에델만 수상

### 의상상
- 아스테릭스 2 - 미션 클레오파트라 - Florence Sadaune 수상

### 음향상
- 피아니스트 - 진 마리 블론델 수상

### 편집상
- 마지막 수업 - 니콜라 필리베르 수상

### 음악상
- 피아니스트 - 보이체흐 카일라 수상

### 외국어영화상
- 볼링 포 콜럼바인 - 마이클 무어 수상

### 유럽영화상
- 그녀에게 - 페드로 알모도바르 수상

### 공로상
- Bernadette Laffont 수상
- 스파이크 리 수상
- 메릴 스트립 수상

## 같이 보기
- 제75회 아카데미상
- 제56회 영국 아카데미 영화상
- 제15회 유럽 영화상